# Mesastymachus
Mesastymachus is een geslacht van vliesvleugeligen uit de familie Encyrtidae. De wetenschappelijke naam van dit geslacht is voor het eerst geldig gepubliceerd in 1923 door Girault.

## Soorten
Het geslacht Mesastymachus is monotypisch en omvat slechts de volgende soort:
- Mesastymachus silvae Girault, 1923